# بوریس بارنت
بوریس واسیلی‌یِویچ بارنِت (به روسی: Бори́с Васи́льевич Ба́рнет) (زاده ۱۸ ژوئن ۱۹۰۲ - درگذشته ۸ ژانویه ۱۹۶۵) بازیگر، کارگردان و فیلمنامه‌نویس اهل کشور شوروی با اصالت بریتانیایی بود. پدر بزرگش طراح پوستر بود و از بریتانیای کبیر به امپراتوری روسیه آمده بود. وی بین سال‌های ۱۹۲۷ تا ۱۹۶۳، ۲۷ فیلم را کارگردانی نمود.